# Auximobasis
Auximobasis là một chi bướm đêm thuộc họ Blastobasidae. Đôi khi nó nằm trong Blastobasis.

## Các loài
- Auximobasis normalis Meyrick, 1918[cần kiểm chứng]